# Jules Ferry

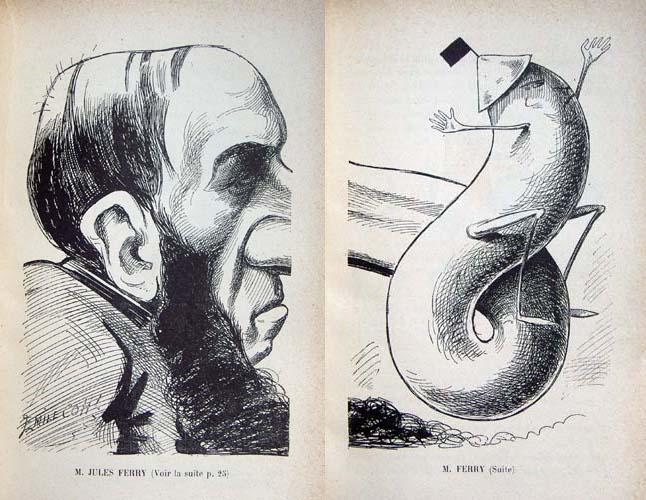
Émile Cohl karikatúrája (1887)

Jules François Ferry (Saint-Dié-des-Vosges, 1832. április 5. – Párizs, 1893. március 17.) francia politikus, ügyvéd, újságíró, a Harmadik Köztársaság 12. és 17. miniszterelnöke. A francia gyarmatosítás, az imperializmus elkötelezett híve és ideológusa.

## Pályafutása
Apja ügyvéd volt, és ő is jogot tanult Párizsban. Bírósági ügyvéd lett, de hamarosan az újságírás felé fordult. A La Presse-ben és a Le Temps-ban írt cikkeivel vált ismertté. Amikor a Le Temps szerkesztője lett, cikksorozatban bírálta a párizsi városigazgatást, amelynek élén Seine megye prefektusa, Georges Eugène Haussmann állt.
1865-től a prefektusok hatalma ellen, és a francia települések, városok nagyobb önállóságáért kampányolt. A települések szabadságát pártoló gondolatait Lausanne-ban is kifejtette a Béke és szabadság nemzetközi ligájának kongresszusán 1869-ben. Szintén abban az évben Seine megye egyik képviselője lett a törvényhozó testületben, ahol a baloldalon ülésezett. Más ellenzéki vezetőkhöz csatlakozva támadta III. Napóleon politikáját. Több képviselővel együtt azt kérte, hogy oszlassák fel a törvényhozó testületet, mert már nem képviseli az ország lakosságának többségét. Emiatt heves személyes vitája támadt Émile Ollivier-vel.
Ellenezte a Poroszország elleni hadüzenetet, és hiába követelte a fegyvergyártásra vonatkozó 1834-es törvény eltörlését. 1870. augusztus 4-én, amikor a wörthi vesztes csata híre eljutott Párizsba, és az emberek tömegesen özönlöttek a Bourbon-palota elé, Ferry arra szólította fel az egybegyűlteket a Concorde híddal szemben egy teraszról, hogy maradjanak a törvényesség határain belül. A november 15-én lemondott Étienne Arago helyett Párizs polgármesterévé nevezték ki.
1871. február 8-án Vosges megye nemzetgyűlési képviselőjévé választották. Kilépett a nemzetvédelmi kormányból, de még május 18-ig ellátta polgármesteri teendőit.
A kommün megalakulásakor azonnal elhagyta a párizsi Városházát, és Versailles-ban csatlakozott az oda menekült kormányhoz.
Franciaország pozíciója meggyengült a vesztes porosz–francia háború után. A laurioni ezüstbányák kitermelési koncessziójával kapcsolatos problémák miatt Athénba küldték. Hazatért, amikor Adolphe Thiers megbukott, és a nemzetgyűlésben a baloldali republikánusok elnöke lett.
1875. július 8-án az Alsace-Lorraine szabadkőműves páholy tagja lett.
Patrice de Mac-Mahon lemondása után  az új elnök, Jules Grévy Ferryre bízta 1879. február 4-én a közoktatási és kulturális tárcát. A francia kormány Ferry sürgetésére engedélyezte Pierre Savorgnan de Brazza második misszióját 1879-ben, amelyet a Francia Földrajzi Társaság, a Haditengerészeti és Külügyminisztérium finanszírozott. Savorgnan de Brazza eljutott a Congo folyóig, és  Franciaország kiterjesztette védnökségét a Francia Kongóra.  
1880. szeptember 23-án kormányfő lett. Óriási önbizalma ellenére vonakodva fogadta el a megbízatást, és végig mérsékelt és megalkuvó politikát folytatott. Kijelentette a francia szenátusban, hogy „Franciaország ne csak a szabadság hazája legyen, hanem jelentős és nagy ország is, amely Európa sorsát befolyásolja...és eljuttatja nyelvét, szokásait, zászlaját, fegyvereit, géniuszát – lehetőség szerint – bárhová a világba…”. Ezzel az eszménnyel igazolta Ferry a gyarmatosítás kiterjesztését. 1881-ben, a parlament jóváhagyása után katonai büntető expedíciót indított Tunéziába, a Krumíriában élő harcias berberek ellen. Május 10-én a bardói szerződéssel Tunézia francia protektorátus (védnökség) alá került.
Léon Gambetta után Charles de Freycinet alakított kormányt, és Ferry vette át az oktatási és kulturális minisztériumot. Az oktatás reformjával foglalkozott, és sikeresen megvédte a szenátus előtt az ingyenes és kötelező elemi oktatásról szóló törvénytervezetét, amit az 1882. március 28-án elfogadtak. Bevezették a világi oktatást, amelyben a leányok és fiúk 6 évestől 13 éves korig részesültek. A vallásos nevelést erkölcsi és polgári nevelés váltotta fel. A oktatási törvény megerősítette az állam semlegességét a vallás kérdésében, és szétválasztotta a köz- és magánszférát. Az igazolatlan és ismétlődő hiányzásokat büntették. Lehetővé vált, hogy a gyerekeket magánintézményekben, illetve otthon taníttassák.
1883. február 22-én Grévy elnök másodszorra is megbízta kormányalakítással. Novemberben a külügyekért is felelős lett, de a francia hadsereg tonkini veresége után 1885 március 30-án kénytelen volt benyújtani lemondását.
1891-ben a szenátus tagja, majd 1893-ban elnöke. Kétszer követtek el ellene merényletet, 1883-ban és 1885-ben. Golyóval a mellkasában élt tovább, halálát szívinfarktus okozta.

## Kapcsolódó szócikk
- Franciaország miniszterelnökeinek listája

| Elődje: Charles de Freycinet | Franciaország kormányfője 1880. szeptember 23. – 1881. november 10. | Utódja: Léon Gambetta |

| Elődje: Armand Fallières | Franciaország kormányfője 1883. február 21. – 1885. március 30. | Utódja: Henri Brisson |